# Lincoln MKZ (automóvil)
El Lincoln MKZ es un automóvil estadounidense del segmento E fabricado por Ford Motor Company bajo su firma de lujo Lincoln y comercializado como Zephyr en su modelo 2006 y como MKZ a partir de 2007. Este modelo fue el primero en utilizar la nomenclatura MK, actualmente se encuentra en su segunda generación y cuenta con modelos con propulsiones tanto a gasolina como híbridos gasolina/eléctrico. 
Junto con su variante de producto bajo licencia, el Ford Fusion; el MKZ se fabrica en la Planta de Estampado y Ensamble de Hermosillo en Sonora, México.

## Historia
Conocido también como Lincoln Zephyr, hizo su primera aparición en el Salón del Automóvil de Nueva York en 2004 como un sedán de lujo de tamaño mediano. El frente presentaba la parrilla de cascada característica de Lincoln y los faros delanteros con haz de cuatro proyectores enjoyados (los faros HID estaban disponibles). Las molduras de cromo se extienden a lo largo de la línea de cintura del Zephyr, mientras que la fascia trasera del automóvil cuenta con luces traseras led y puntas de escape cromadas dobles. Todos los Zephyr presentaban neumáticos de perfil bajo en ruedas de 17x7.5 pulgadas con versiones de aluminio pintado estándar y versiones de cromo opcionales.
La primera generación se empezó sus ventas en el año 2006, ofreciendo un único motor de 3.0 litros DOHC Duratec V6 acoplado a una transmisión automática de 6 velocidades.
En 2010 se lanzó una versión híbrida de este modelo y en el año 2012 Ford lanzó la nueva generación del MKZ haciendo su debut como Concept Car en el Salón del Automóvil Internacional de Norteamérica mientras que en el mismo año la versión oficial se presentaba en el Salón del Automóvil de Nueva York, compartiendo la plataforma CD4 al igual que sus hermanos Ford Fusion y Ford Mondeo. También esta generación incluía una gama de motores, el EcoBoost de 240 CV de 2 litros, un V6 de 3.7 litros desarrollando 300 CV de potencia y un sistema híbrido basado en el de 2 litros. Cabe destacar que la versión híbrida al igual que la generación anterior estaba disponible al mismo precio que la versión no híbrida.
En 2017 se presentó una renovación de la generación aparecida cuatro años atrás, con un estilo similar al Continental, el motor V6 de 3.7 litros se reemplazó a favor del nuevo motor V6 biturbo de 3.0 litros exclusivo de Lincoln, que desarrolla entre 350 CV y 400 CV dependiendo del tren de manejo. También este modelo incorpora la interfaz de tecnología Sync 3.
Se ofrece en varias ediciones, la Premier, Select, Reserve y Black Label, siendo esta última la más lujosa. La revista CarsDirect mencionó que esta edición más lujosa no se ofrecerá a partir de 2019, pasando a tener otra edición, la Reserve II.

## Primera generación (2006-2012)
Lincoln revivó de manera oficial el nombre Zephyr en otoño de 2005 como una variante reetiquetada del Ford Fusion y el Mercury Milan; los vehículos estaban basados en la plataforma CD3, que derivó del Mazda 6. Lincoln ya había usado el nombre Zephyr anteriormente a finales de los años 1930 para la pequeña línea de vehículos medianos Lincoln-Zephyr. El nombre "Zephyr" también había sido usado por Mercury durante finales de los 1970 y a principios de los 1980 para varios vehículos construidos en la plataforma Fox.
Aunque ligeramente más pequeño y de tracción delantera, el Zephyr fue comercializado como el reemplazo del mediano de entrada anterior de Lincoln, el Lincoln LS de tracción trasera. Para facilitar una transición suave, el Zephyr y el LS se vendieron en paralelo el uno con el otro durante los modelos 2006, el primer año del Zephyr y el último del LS. Para el modelo 2007 se renombró MKZ y tomó por completo el mercado del LS cuando comenzaron las ventas en septiembre de 2006. La decisión de Lincoln de resucitar el nombre Zephyr hace referencia a los días tempranos de Lincoln antes de la Segunda Guerra Mundial. En aquel entonces, el único Lincoln que se fabricaba era el Lincoln Serie K, que era un sedán de tamaño completo, y Lincoln, bajo la dirección de Edsel Ford, tuvo la intención de presentar un producto más pequeño para competir con el Packard One-Twenty y con el LaSalle, un hermano más pequeño que se ofrecía en los distribuidores Cadillac.

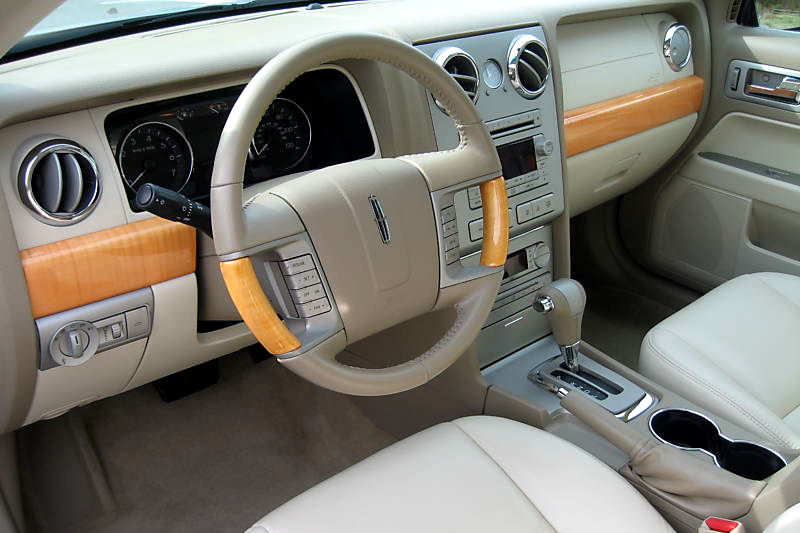
Área interior delantera de un Lincoln Zephyr 2006

El Zephyr presentaba un interior rediseñado del Fusion y el Milan. El diseño presentaba formas con madera real de caoba o maple en cuadros metálicos. Estas superficies contrarrestaban con los controles cromados, circulares, ventilas y una consola central metálica donde se alojaban los controles de radio y clima. El volante del Zephyr estaba cubierto en piel con agarraderas de madera real y botones para audio, clima y control crucero. Se utilizó luz de fondo led para los controles e instrumentación del Zephyr. En los asientos vino como estándar las superficies cubiertas en piel para todos los modelos.
En términos de característica de lujo y confort hubo poco que distinguió al Zephyr del Fusion o del Milan. La mayoría de las cosas que eran opcionales en el Fusion o Milan simplemente eran estándar en el Zephyr. Algunas de las características de serie del Zephyr incluyen control de crucero, luces automáticas, luces de niebla, seguros de puerta eléctricos, ventanas con potencia "global" (todas las ventanas pueden bajarse al mismo tiempo con presionar un botón), espejos ajustables y calefactables electricamente, entrada sin llave remota, un volante ajustable en inclinación y profundidad con controles para audio y clima, control de clima de dos zonas, un abridor de puerta de cochera universal, luces de lectura en los asientos traseros y un sistema de audio de seis bocinas con estéreo AM/FM y un cambiador de CDs de seis discos compatible con MP3. De manera opcional se podía equipar un quemacocos eléctrico, sistema de navegación por satélite basado en DVD, faros de lámpara de descarga de alta intensidad, asientos frontales calefactables y refrigerables, así como un imnovador sistema de cambiador de CDs de seis discos compatible con MP3 y diez bocinas. Entre las características de seguridad se incluyen bolsas de aire frontales-laterales, bolsas de aire laterales lanzadas desde el asiento y bolsas de aire de cortina que se extienden de los asientos delanteros a los traseros.
Mecánicamente el Zephyr está cercanamente relacionado con el Fusion y el Milan. Los tres autos están basados en la plataforma CD3 de Ford, que a su vez está derivada de la del Mazda 6. Como estos autos, el Zephyr es tracción delantera de manera nativa. 

### Rediseño de 2009

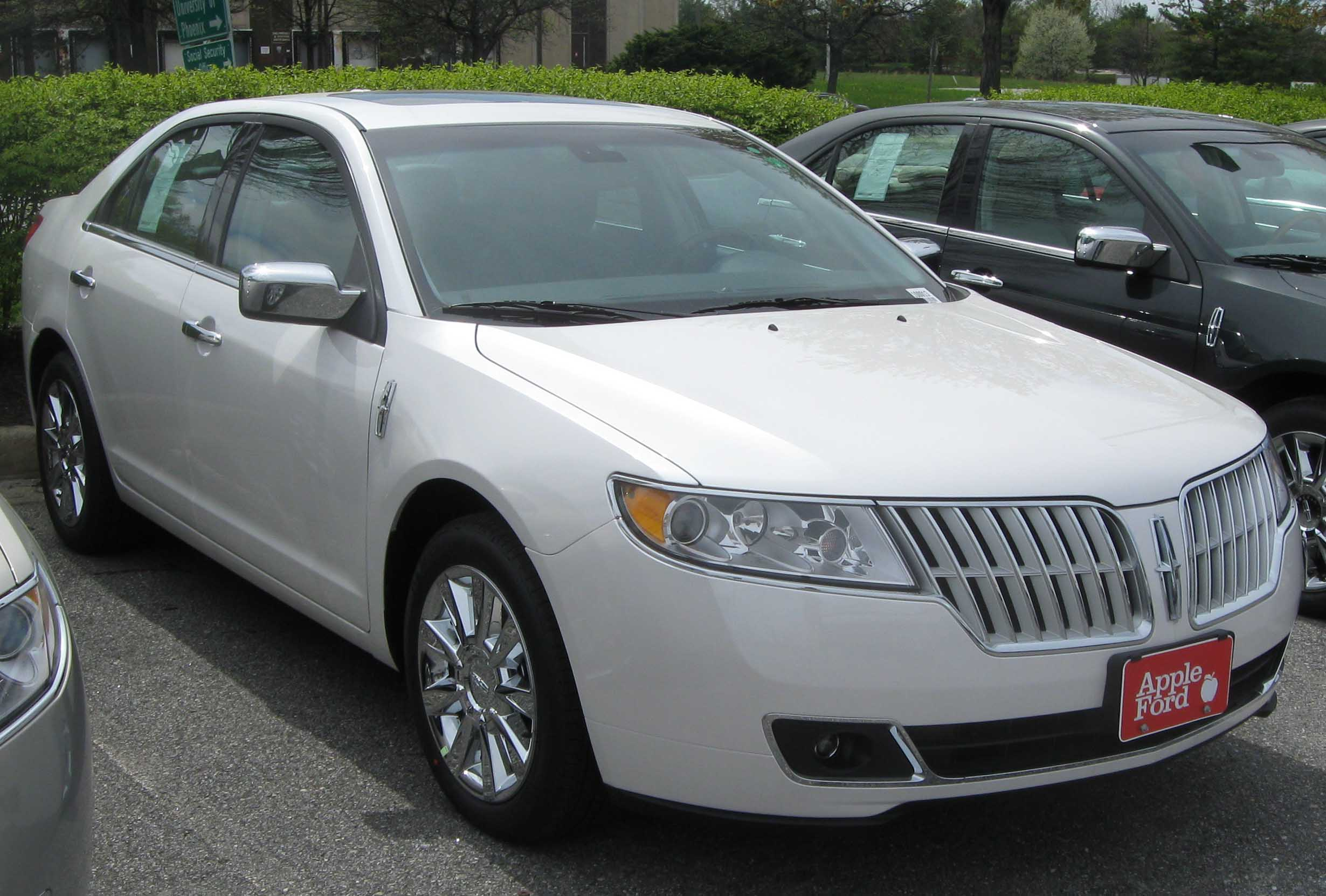
Lincoln MKZ 2009

El MKZ 2009 se reveló en el Salón del Automóvil de Los Ángeles de 2008, revelando una extensa actualización y unos interiores y exteriores rediseñados así como nuevas características. El exterior del MKZ presentó fascias delanteras y traseras rediseñadas. Los faros del MKZ eran nuevos, mientras que su fascia y parrilla separada en forma de ala asemeja cercanamente aquella del concepto Lincoln MKR. En la parte de atrás, se rediseñaron los faros traseros para ser más largos y delgados, similares a los del concepto de Zephyr original. Las llantas de 17 pulgadas estándar y opcionales del MKZ fueron reestilizadas y se ofreció una opción de 18 pulgadas. Por dentro se rediseño el interior usando acentos de madera real y superficies metálicas. De serie hubo superficies de piel. Otras características del modelo 2010 incluyeron un sistema de cámara de reversa, un sistema de navegación que acepta comandos por voz, limpiaparabrisas con sensor de lluvia, un filtro de aire para la cabina y luces de faro adaptativas. Mecánicamente el MKZ presentó una suspensión rediseñada para mejorar la calidad de marcha y la conducción, así como una nueva transmisión automática de seis velocidades 'SelectShift'. El MKZ 2010 se lanzó durante el verano de 2009.

## Segunda generación (2012-presente)
Ford rediseñó el Lincoln MKZ para su modelo 2013, compartiendo la plataforma CD4 de la compañía con el Fusion y el Mondeo. El auto conceptual debutó en el Salón del Automóvil Internacional de Norteamérica de 2012. La versión de producción de la segunda generación del MKZ se reveló en el Salón del Automóvil de Nueva York de 2012. Seguía la idea conceptual general lanzada en el modelo presentado en el mencionado Auto Show de Detroit de 2012.
Originalmente el MKZ se proyectó para ser lanzado en noviembre de 2012, pero esto se retrasó a enero después de que se retrasara la producción del Fusion, que se fabrica en la misma planta. Su fecha de lanzamiento se retrasó nuevamente después de que Ford buscara pulir cualquier tipo de problema de calidad. Algunos MKZs incluso fueron enviados desde la planta mexicana a la de Ford en Flat Rock para asegurarse e inspeccionarse antes de que estuvieran listos de ser enviados a las distribuidoras. Esta fue una decisión sin precedentes para el lanzamiento de un producto tan grande, pero Ford sintió que sería rentable a largo plazo. Finalmente los carros comenzaron a llegar a las agencias en cantidades suficientes a mediados de marzo de 2013.

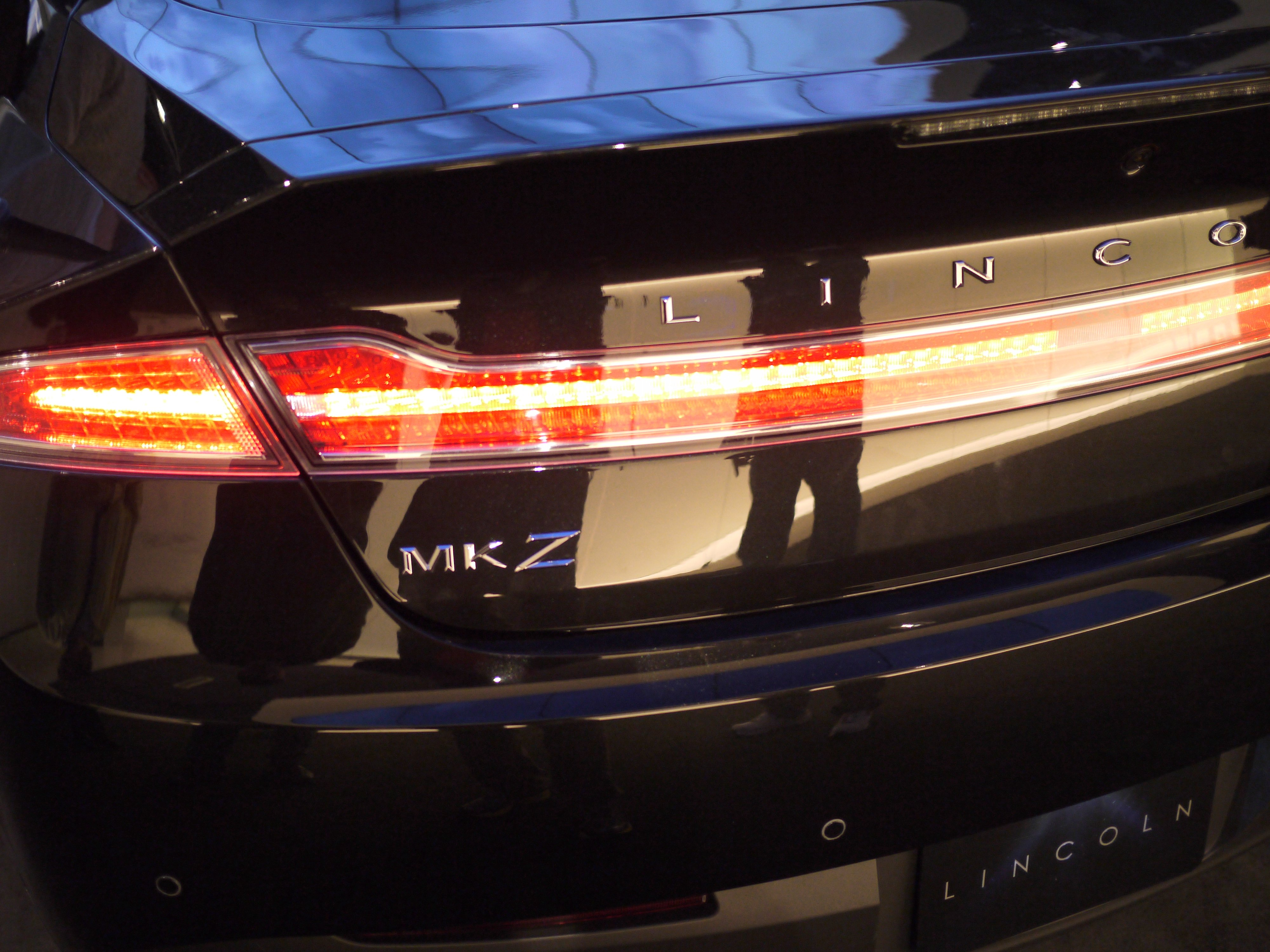
The Lincoln MKZ en el North American International Auto Show de 2013.

Ford ofreció el MKZ 2013 con tres trenes motrices: un cuatro cilindros dos litros EcoBoost de 240 caballos de fuerza (tracción delantera o integral), un V6 3.7 litros con 300 caballos de fuerza (tracción delantera o integral) y un sistema híbrido basado en el tren de 2 litros. El híbrido, como en la anterior generación del MKZ Híbrido, estuvo disponible al mismo precio que el modelo no-híbrido.
Dado que el modelo experimentó un rediseño significativo en 2013, los cambios en el modelo 2014 fueron principalmente elecciones de color. Para el 2015, los faros automáticos, los sensores traseros de estacionamiento y la cámara de reversa se volvieron estándar.

### Rediseño de 2017

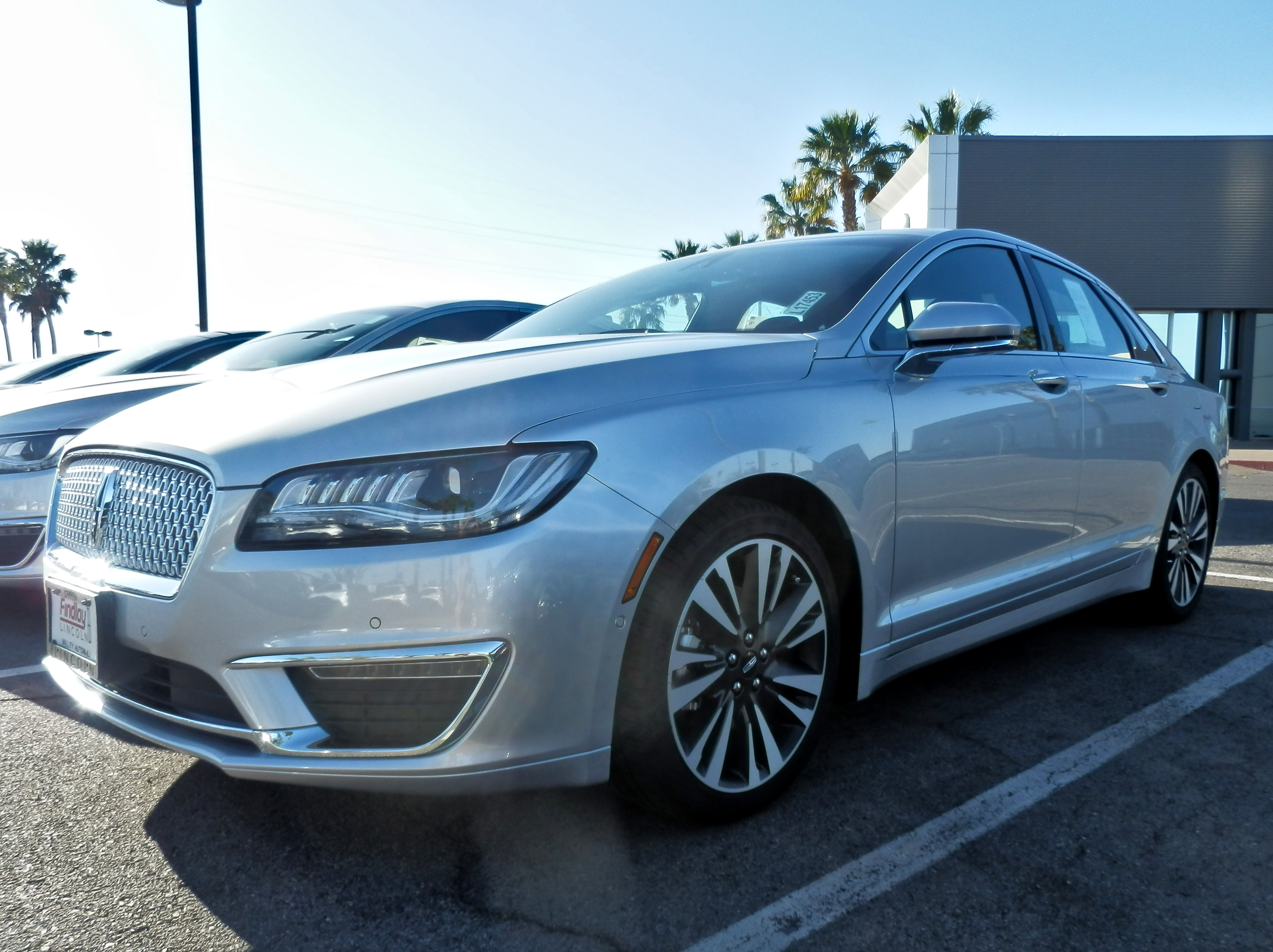
Lincoln MKZ 2017

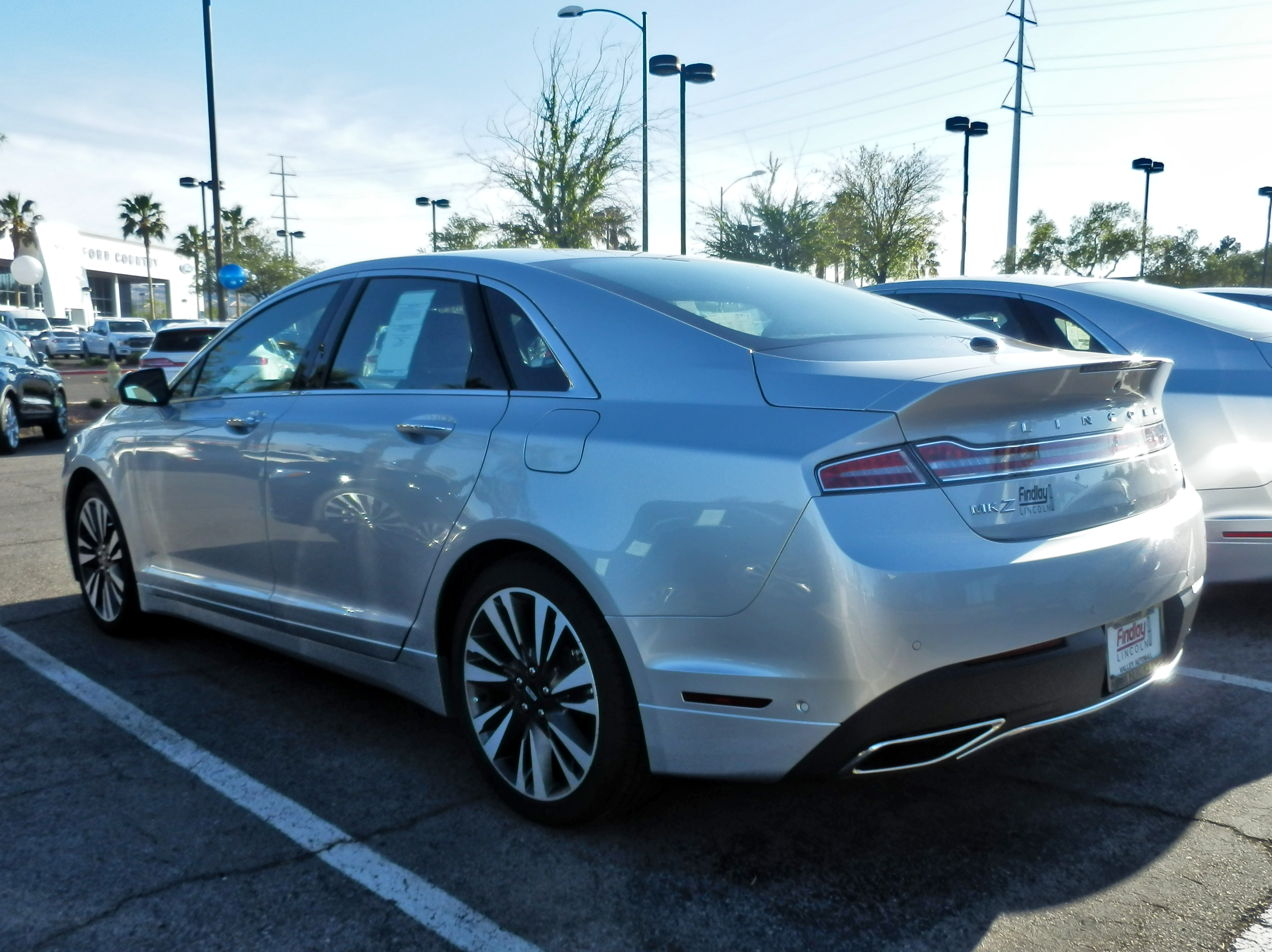
Vista trasera (facelift)

El MKZ recibió un rediseño (o facelift) para su modelo 2017. Revelado el 18 de noviembre de 2015 en el Salón del Automóvil de Los Ángeles, el MKZ es el primero en adoptar el nuevo lenguaje de diseño de Lincoln visto anteriormente en el autoconcepto Lincoln Continental, presentando una parrilla frontal y faros rediseñados. Se abandona el V6 3.7 L en favor de un nuevo motor V6 biturbo 3.0 L exclusivo para Lincoln que produce entre 350 y 400 caballos de fuerza dependiendo del tres motriz. Las versiones de equipamiento incluyen el modelo estándar, plus Premiere, Select, Reserve y el Black label tope de gama, que son tres paquetes de apariencia especiales, una tradición comenzada con las Ediciones de diseñador del Lincoln Continental Mark IV en 1976. El MKZ ofrece los paquetes de apariencia temáticos "Vineyard" (único para el MKZ), "Chalet" y "Thoroughbred". Continuado con la tradición de Lincoln, se usa piel "Deepsoft" Bridge of Weir en los paquetes de acabado Select y Reserve.
La transmisión ya no se activa con un selector de transmisión instalado en la consola central, sino que una transmisión controlada por computadora usa botones instalados a la izquierda de la pantalla de infoentretenimiento MyLincoln Touch etiquetados "P, R, N, D, S", un avivamiento de un método usado en los años 1950 por el PowerFlite push button de Chrysler y el Touchbutton Ultramatic de Packard. La selección de la transmisión "S" representa el modo "Sport", donde la suspensión de control continuo de amortiguamiento, la aceleración potenciada eléctricamente y los cambios de la transmisión toman una postura diferente.